# Robbie Haines
Robbie Haines, né le 27 mars 1954 à San Diego, est un skipper américain.

## Carrière
Robbie Haines participe aux Jeux olympiques de 1984 à Los Angeles et remporte la médaille d'or dans l'épreuve du soling.